# Кород (Сату-Маре)
Кород (рум. Corod) — село у повіті Сату-Маре в Румунії. Входить до складу комуни Кулчу.
Село розташоване на відстані 439 км на північний захід від Бухареста, 10 км на схід від Сату-Маре, 118 км на північ від Клуж-Напоки.

## Населення
За даними перепису населення 2002 року у селі проживали 483 особи.
Національний склад населення села:
| Національність | Кількість осіб | Відсоток |
| -------------- | -------------- | -------- |
| угорці         | 231            | 47,8%    |
| румуни         | 223            | 46,2%    |
| цигани         | 26             | 5,4%     |

Рідною мовою назвали:
| Мова      | Кількість осіб | Відсоток |
| --------- | -------------- | -------- |
| румунська | 246            | 50,9%    |
| угорська  | 233            | 48,2%    |